# Libero Grassi
Libero Grassi (19. července 1924 Katánie – 29. srpna 1991 Palermo) byl italský průmyslník zavražděný mafií.

## Životopis
Pocházel z rodiny antifašistů, studoval práva na Palermské univerzitě a chtěl se stát diplomatem. Byl sympatizantem Radikální strany, později neúspěšně kandidoval v komunálních volbách za Italskou republikánskou stranu, angažoval se v kampani za legalizaci rozvodů a propagoval využívání solární energie. Společně s bratrem začal podnikat v textilním průmyslu a od roku 1958 v Palermu vyráběl spodní prádlo ve firmě Sigma. Grassiho podnik byl úspěšný a v osmdesátých letech dosáhl stovky zaměstnanců, poté od majitele začala Cosa nostra požadovat výpalné (pizzo). Grassi odmítl zaplatit, následovaly výhrůžky smrtí a útoky zlodějů a žhářů na jeho firmu.
V lednu 1991 publikoval Grassi v deníku Giornale di Sicilia otevřený dopis, v němž odsoudil vymáhání výpalného. Vyzval palermské podnikatele, aby se spojili a přestali ustupovat mafii, avšak stavovská organizace Sicindustria jeho iniciativu nepodpořila. Grassi také navzdory zastrašování aktivně spolupracoval s policií na vypátrání a usvědčení vyděračů. V ranních hodinách 29. srpna 1991 byl zastřelen na via Vittorio Alfieri v Palermu. Z vraždy byl usvědčen příslušník podsvětí Salvatore Madonia, odsouzený v roce 2006 k doživotnímu odnětí svobody. 
Grassi se stal hrdinou boje proti italskému organizovanému zločinu a k jeho odkazu se hlásí občanské hnutí Addiopizzo. Byla po něm pojmenována obchodní škola v Palermu a ve výroční den jeho smrti jsou pořádány vzpomínkové akce. Jeho manželka Pina Maisano Grassi byla zvolena do italského senátu. O Grassiho životě byl natočen televizní film, v němž hrál hlavní roli Giorgio Tirabassi. 